# 貝林-布洛卡稜鏡

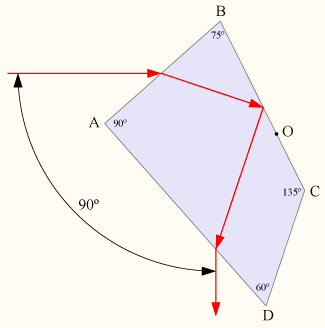
A Pellin-Broca prism

貝林-布洛卡稜鏡是類似於阿貝稜鏡的固定偏向色散稜鏡。
這款稜鏡是以發明者，法國的儀器製造者貝林博士和物理光學教授布洛林的名字命名的。
稜鏡被塑造成有4個平面的方塊，各邊正確的角度依序為90°、75°、135°、和60°。光線由AB面入射，從BC面全反射，然後從AD面離開稜鏡。對特定波長的光，進入之後經過折射在射出時，可以正確的偏轉90°。以BC平面三分之一處的O點為軸心旋轉，就可以選擇偏轉90°的波長，而不需要改變入射光、出射光與稜鏡之間的幾何關係（相對位置）。
這種稜鏡常用在包含多種波長，而從其中分離出一束指定波長的光，像是從經過非線性變頻之後的多波段雷射中分離出所需要的波長。因此，也常用在光學中的原子分光學。